# Episodi di Benson (settima stagione)
La settima stagione della serie televisiva Benson è stata trasmessa in anteprima negli Stati Uniti d'America dalla ABC tra il 4 ottobre 1985 e il 19 aprile 1986.
| nº | Titolo originale            | Titolo italiano | Prima TV USA     | Prima TV Italia |
| -- | --------------------------- | --------------- | ---------------- | --------------- |
| 1  | Benson the Hero             |                 | 4 ottobre 1985   |                 |
| 2  | Love and Politics           |                 | 11 ottobre 1985  |                 |
| 3  | Uncle Jack                  |                 | 18 ottobre 1985  |                 |
| 4  | The Stranger                |                 | 25 ottobre 1985  |                 |
| 5  | We Spy                      |                 | 8 novembre 1985  |                 |
| 6  | $1,000,000 an Hour          |                 | 15 novembre 1985 |                 |
| 7  | Flight of the Dodo (Part 1) |                 | 29 novembre 1985 |                 |
| 8  | Flight of the Dodo (Part 2) |                 | 6 dicembre 1985  |                 |
| 9  | Two Boys and Their Dog      |                 | 13 dicembre 1985 |                 |
| 10 | Last Man on Earth           |                 | 3 gennaio 1986   |                 |
| 11 | Secret Love                 |                 | 18 gennaio 1986  |                 |
| 12 | Summer of Discontent        |                 | 25 gennaio 1986  |                 |
| 13 | Parade Rest                 |                 | 1º febbraio 1986 |                 |
| 14 | Reel Murder (Part 1)        |                 | 8 febbraio 1986  |                 |
| 15 | Reel Murder (Part 2)        |                 | 15 febbraio 1986 |                 |
| 16 | The Hat and the Ring        |                 | 22 febbraio 1986 |                 |
| 17 | The Bucks Stop Here         |                 | 1º marzo 1986    |                 |
| 18 | Pardon Me                   |                 | 8 marzo 1986     |                 |
| 19 | Hi, Society                 |                 | 22 marzo 1986    |                 |
| 20 | Three on a Mismatch         |                 | 29 marzo 1986    |                 |
| 21 | Friends and Enemies         |                 | 12 aprile 1986   |                 |
| 22 | And the Winner Is...        |                 | 19 aprile 1986   |                 |